# 伊比井站
伊比井站（日语：／ Ibii eki */?）是位於宮崎縣日南市，屬於九州旅客鐵道（JR九州）的日南線車站。

## 車站構造

### 站房
本站過去的站房為水泥建成的小型單層站房，並建於小山丘上。沿國道220號路面須樓梯上至平台部份才到達。出入口設於車站右側，進站後為候車大廳，且設有一張木製長櫈，左側為已停用的站務室及職員留宿處，售票窗口現時已被木板所圍封，但其餘的窗戶及門仍然維持着，只是全部玻璃都已被窗簾所遮蓋。
站房前方另建有一座單層繼電室，用以控作轉轍器的轉換。

### 月台
設有島式月台1座，不設月台編號，長約85米，有效長度為4輛。通過駞票口，沿小路到達橫越路軌的平交道，橫過下行的路軌後，沿被削去部份月台邊的梯級便到達月台。由於現時日南線的編成幾乎鮮有4輛編成出現，因此把月台出入口建於被削的月台邊亦影響不大。
月台的闊度頗窄，最闊的部份，兩邊黃線內亦只能企最多2人，前後兩端幾乎只能讓一人走過。亦除了在月台中央部份設有上蓋的候車亭及一張以木製成、可供前後就座的長櫈、以及車站標示牌外，再沒有多餘的空間擺放其他月台設備。
然而，為了促進當地的觀光事業，特別是車站附近的海灘「鑽石伊比井」（ダイヤモンド伊比井）是其中一個衝浪的熱點，2025年2月，JR為月台上的候車亭及月台站牌進行了翻新，其中，候車亭改採用不锈鋼支架及上蓋所，中間配以強化玻璃，並且更換了候車木長櫈，而面向海灘方的長櫈背板則採用了衝浪板的形狀，並注有「IBII STATION」的字樣，可以讓乘客直接面向海灘、或從另一端的座椅、透過玻璃能與衝浪板長櫈合照。至於月台站牌亦重新設計，背景採用了海浪和海灘的圖案，原來指示前後站名的箭咀亦改為衝浪板。
在正常情況下，全部列車均會靠左進站，包括會通過的觀光特急列車。
| 月台             | 路線    | 上下行 | 方向                   |
| ---------------- | ------- | ------ | ---------------------- |
| 東邊（站房一方） | ■日南線 | 下行   | 油津、南鄉、志布志方向 |
| 西邊             | ■日南線 | 上行   | 南宮崎、宮崎方向       |

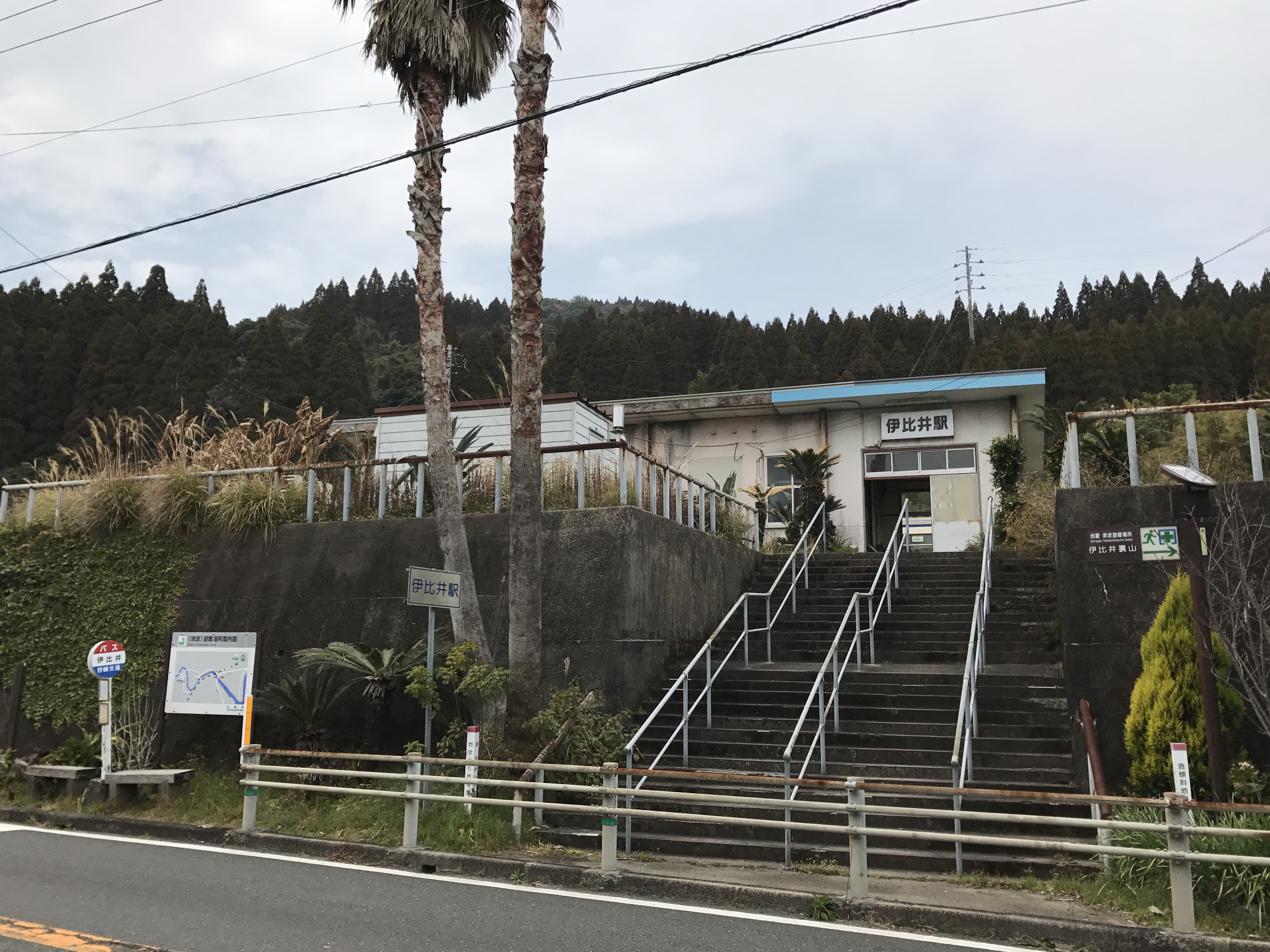
車站遠景（2017年3月）
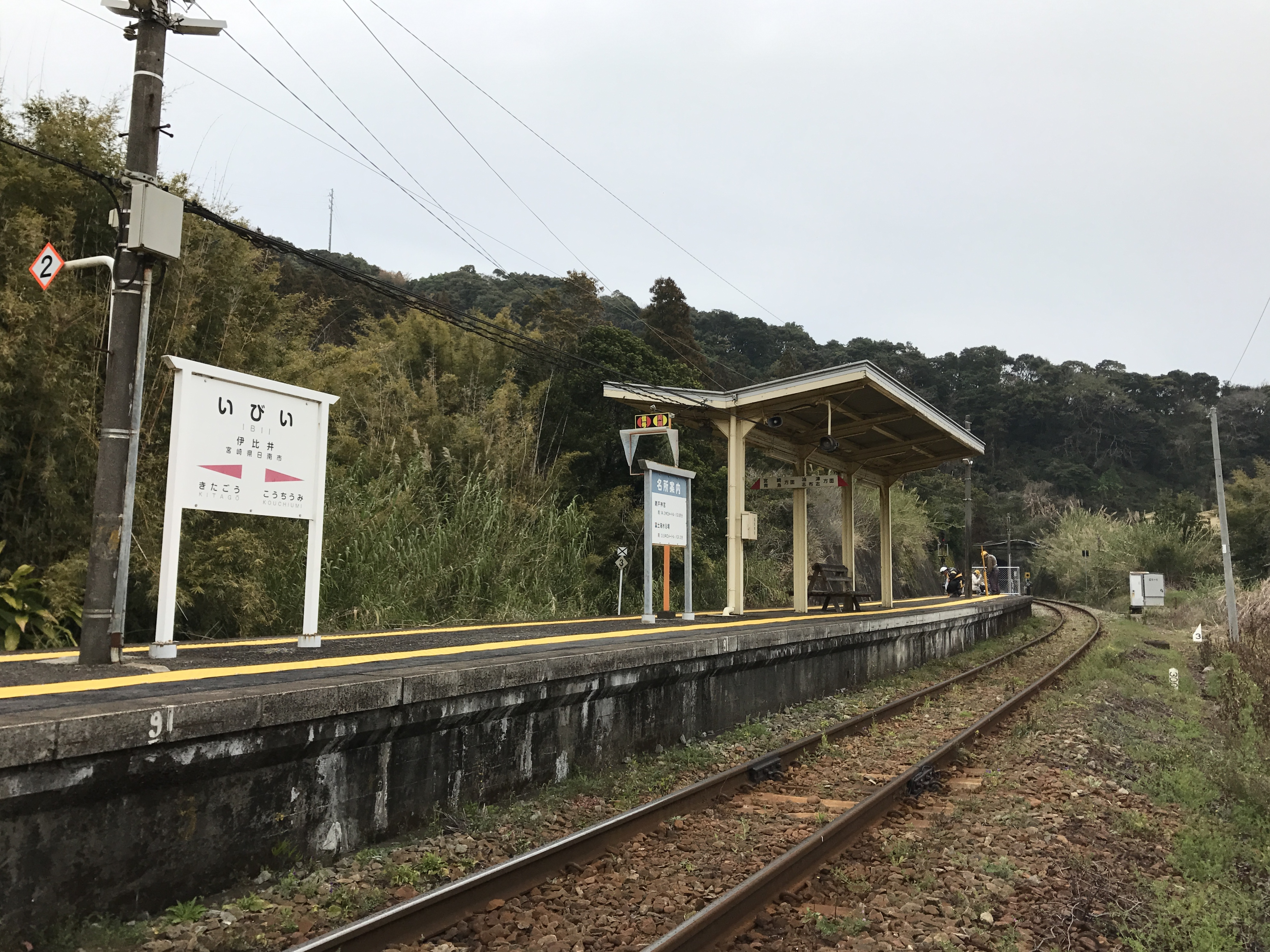
月台（2017年3月）

## 歷史
- 1963年5月8日：車站啟用。
- 1987年4月1日：隨國鐵分割民營化，車站由九州旅客鐵道（JR九州）營運[1][5][6]。
- 2022年4月1日：隨九州旅客鐵道宮崎支社（日语：九州旅客鉄道宮崎支社）成立，從鹿兒島支社轉移[7]。

## 使用狀況
本站的民居只集中在車站及國道220號南方一塊只有六千多平方米的三角形地上，其餘部份皆為未開發的樹林、岸邊及山地。因此每日平均使用人數均十分稀少。JR九州自2016年度起再沒有公佈本站的使用人數，亦因每日平均人數少於100人，連列入附錄表的機會也沒有。
以下為近年的乘車人次列表。
| 年度     | 1日平均 乘車人次 |
| -------- | ---------------- |
| 1996     | 47               |
| 1997     | 39               |
| 1998     | 38               |
| 1999     | 33               |
| 2000     | 33               |
| 2001     | 34               |
| 2002     | 28               |
| 2003     | 30               |
| 2004     | 28               |
| 2005     | 27               |
| 2006     | 24               |
| 2007     | 25               |
| 2008     | 20               |
| 2009     | 18               |
| 2010     | 17               |
| 2011     | 20               |
| 2012     | 23               |
| 2013     | 23               |
| 2014     | 20               |
| 2015     | 14               |
| 2016以後 | <100             |

## 軼事
有幾個廣告都不約而同在本站取景。包括由宮崎葵代言的三得利飲料水「綠水」電視廣告（2002年）、小池里奈DVD「里奈今天變得天然」（里奈は本日天然なり）的部分場景，以及廣末涼子2010年為資生堂化裝水「Elixir White」（エリクシールホワイト）電影廣告等。

## 相鄰車站
九州旅客鐵道（JR九州）
■日南線
■觀光特急「海幸山幸」
通過
■快速「日南海洋號」
青島－伊比井－北鄉
■普通
小內海－伊比井－北鄉

## 外部連結
- JR九州伊比井站 （页面存档备份，存于）